# 军队非战争军事行动纲要
《军队非战争军事行动纲要（试行）》由中央军委主席习近平签署，自2022年6月15日起施行。《纲要》共6章59条，对中国人民解放军基本原则、组织指挥、行动类型、行动保障、政治工作等进行了系统规范，为部队遂行非战争军事行动提供法规依据。有学者认为这是中国军方为合理化出兵台湾、南海作铺垫。

## 背景
“非战争军事行动”通常包括军事威慑、国际维和、反恐怖活动、反走私、缉毒、戒严、防暴平暴、抢险救灾、支援国家社会经济建设等。这一术语最先于20世纪90年代在美军的作战纲要等军事文件出现，随后也被北约、俄罗斯及日本等采用。